# Кеймбридж Семантикс
Кеймбридж Семантикс (на английски: Cambridge Semantics) е частна компания със седалище в Бостън, Масачузетс с офис в Сан Диего, Калифорния. Компанията се занимава с управление на големи данни и проучвателен анализ.

## История
Кеймбридж Семантикс е основана през 2007 г. от Шон Мартин, Лий Фейгенбаум, Саймън Мартин, Рубен Мешиан, Бен Секели и Емет Елдред, които преди това са работили в „Advanced Technology Internet Group“ на Ай Би Ем.
През 2012 г. фирмата назначава Чък Пайпър за главен изпълнителен директор. Преди това Пайпър е в Кредит Суис.
През януари 2016 г. придобиват SPARQL City, включително интелектуалната им собственост относно графична база данни.